# Нильсен, Якоб
Якоб Нильсен (Jakob Nielsen) — доктор физических наук, основатель компании «Nielsen Norman Group», является также её руководителем. Компания создана им совместно с Дональдом Норманом, который до этого являлся вице-президентом «Apple Computer». Сам же Якоб Нильсен до 1998 года занимал должность ведущего инженера в компании «Sun Microsystems», где был специалистом по юзабилити.
Доктор Нильсен- признанный специалист в области эксплуатационных характеристик веб-узлов; автор термина "разработка эксплуатационных функций с предварительным анализом"; обладатель 38 патентов США на разработки ориентированные главным образом на повышение удобства работы пользователей с Интернетом.

## Книги автора
- Якоб Нильсен, Кара Перниче. Веб-дизайн: анализ удобства использования веб-сайтов по движению глаз = Eyetracking Web Usability. — М.: «Вильямс», 2010. — С. 480. — ISBN 978-5-8459-1652-5.
- Якоб Нильсен, Хоа Лоранжер. Web-дизайн: удобство использования Web-сайтов = Prioritizing Web Usability. — М.: «Вильямс», 2007. — С. 368. — ISBN 0-321-35031-6.
- Якоб Нильсен. Веб-дизайн. — СПб.: Символ-Плюс, 2003. — 512 с. — ISBN 5-93286-004-9.